# Eulepidotis panamensis
Eulepidotis panamensis là một loài bướm đêm trong họ Erebidae.